# Gschnaidt
Gschnaidt là một đô thị thuộc huyện Graz-Umgebung bang Steiermark, nước Áo. Đô thị Gschnaidt có diện tích 29,82 km², dân số thời điểm cuối năm 2005 là 394 người.